# 광주 지씨
광주 지씨(光州池氏)는 광주(光州)를 본관으로 하는 한국의 성씨이다. 시조 지훤(池萱)은 후백제 왕 견훤의 사위로, 무주(武州)의 성주(城主)였다. 무주 지씨(武州池氏)라고도 한다. 중시조는 고려 명종과 신종 때 경상도 안찰사를 지낸 지자심(池資深)이다.

## 역사
광주 지씨의 시조 지훤(池萱)은 후백제 왕 견훤의 사위로, 무주(武州)의 성주(城主)였다. 그의 선조는 신라 초기 호족 지충강(池忠江)이라고 한다.
903년(견훤 12)에 그 당시 궁예(弓裔)의 부하장군으로 있던 왕건(王建)이 해군을 거느리고 서해로부터 무주(武州) 지역으로 쳐들어왔으나 성주(城主)인 지훤(池萱)은 성을 굳게 지키고 항복하지 않았다.
중시조는 고려 명종과 신종 때 경상도 안찰사를 지낸 지자심(池資深)이다.
그의 후손 지윤보(池允輔)는 고려 충렬왕 때 대장군으로서 왕이 원(元)나라에 갔을 때 시종한 공으로 1282년(충렬왕 8년) 2등공신이 되었고, 지첨의부사(知僉議府事)에 올랐으며, 무주부원군(武州府院君)에 봉해졌다. 시호(諡號)는 장렬(莊烈)이다.

## 인구
- 1985년 6가구, 51명
- 2000년 295가구, 939명